# Harry Potter y la piedra filosofal
Harry Potter y la piedra filosofal (título original en inglés: Harry Potter and the Philosopher’s Stone, excepto en Estados Unidos, donde se tituló Harry Potter and the Sorcerer’s Stone), es el primer libro de la serie literaria Harry Potter, escrito por la autora británica J. K. Rowling entre 1990 y 1995. Publicado en el año 1997, supuso además el debut de Rowling como escritora profesional.
La novela fue rechazada por varias editoriales hasta que la editorial Bloomsbury se decidió a publicarla. La edición británica salió a la venta el 26 de junio de 1997, seguida en Estados Unidos el 1 de septiembre de 1998 por la edición de Scholastic Corporation. La Editorial Salamandra obtuvo en el año 2000 los derechos para la publicación del libro en castellano. En el año 2007, una primera edición firmada por Rowling se subastó en Londres por 27.876 libras. Además, ese mismo año se comercializó una edición conmemorativa de la novela.
Harry Potter y la piedra filosofal ganó diversos premios literarios en el Reino Unido y en los Estados Unidos; en agosto de 1999, llegó a la cima de la lista best-sellers de ficción que aparece en el periódico The New York Times quedando entre los primeros puestos del listado durante la mayor parte de los años 1999 y 2000. Junto con el resto de la serie de Harry Potter, este volumen ha recibido las críticas de varios grupos religiosos y ha sido prohibido en algunos países debido a acusaciones de promover la brujería. Sin embargo, algunos comentaristas cristianos han escrito que el libro ejemplifica importantes conceptos valorados por la doctrina cristiana, incluido el poder de autosacrificio y la forma en que las decisiones de las personas forman su personalidad.
Se han realizado varias adaptaciones de la novela, que incluyen audiolibros, videojuegos y un largometraje estrenado en 2001. La película basada en el libro contó con la dirección de Chris Columbus y se convirtió en una de las películas más taquilleras en la historia del cine.

## Trama
Harry Potter crece en la casa de sus tíos, los Dursley, quienes le ocultan su verdadera historia familiar; al cumplir Harry once años de edad, empiezan a llegarle cartas de remitente desconocido, que van aumentando en número a medida que sus tíos no dejan que las abra. Las mismas traen la noticia de que el niño ha sido admitido en el Colegio Hogwarts de Magia y Hechicería, ya que, al igual que sus padres, es mago. 

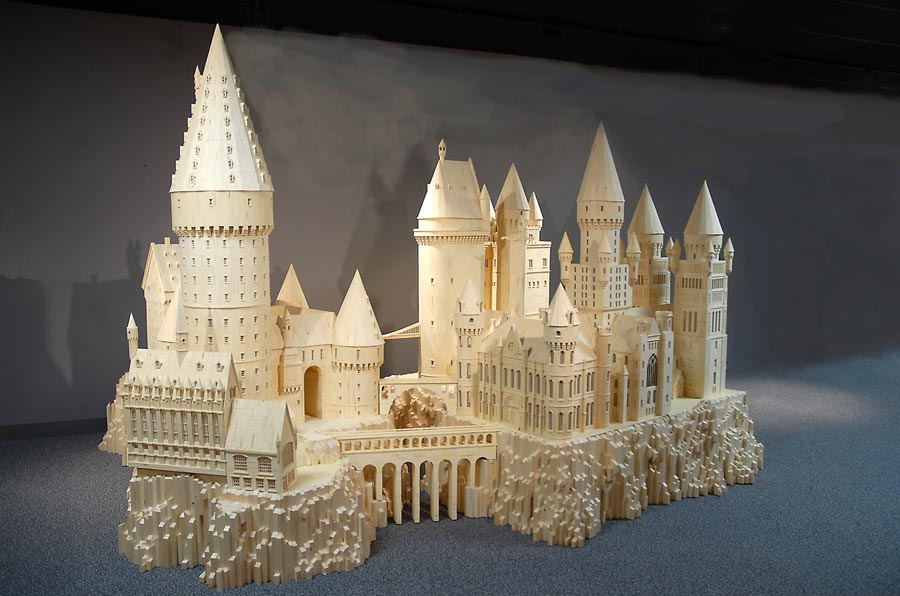
El Colegio Hogwarts es el principal escenario donde suceden los hechos de la serie de novelas.

Se descubre entonces que los Potter no murieron en un accidente de coche como se le había dicho a Harry, sino que habían sido asesinados en la noche de Halloween por un hechicero tenebroso conocido como lord Voldemort, quien había aterrorizado a la comunidad mágica británica años atrás. Sin embargo, algo ocurrió esa noche: Voldemort consiguió matar al matrimonio Potter pero no pudo asesinar al bebé, perdió su cuerpo y le dejó al niño una cicatriz permanente en forma de rayo en su frente.
Rubeus Hagrid aparece para llevarse a Harry una noche, cuando los Dursley intentan impedir que parta rumbo al colegio. Más tarde, el hombre ayuda a Harry a comprar sus materiales escolares en el callejón Diagon y allí este descubre que es famoso entre los magos por haber sobrevivido al intento de homicidio. Posteriormente, el muchacho toma el tren que lo lleva a Hogwarts y allí conoce a Ron Weasley, un chico pelirrojo hijo de magos, y a Hermione Granger, una jovencita de origen muggle con altas aspiraciones académicas. Los tres se hacen amigos y más tarde, durante su año escolar, se ven envueltos en una serie de episodios relacionados con un objeto escondido en las profundidades del edificio: la piedra filosofal, un artefacto con el poder de transmutar los metales en oro y producir el elixir de la vida eterna. Diferentes hechos les hacen suponer que uno de sus profesores, Severus Snape, desea conseguir la piedra para entregársela a Voldemort, con quien el docente estaría confabulado.
Tras confirmar que el espíritu de aquel brujo tenebroso ronda el castillo y que la piedra se encuentra en peligro, Harry, Ron y Hermione alertan a los profesores, pero estos desestiman esa posibilidad, ya que el objeto se halla protegido por diversas trampas en una cámara subterránea en el colegio. Los tres niños solos, entonces, atraviesan la puerta trampa custodiada por un perro de tres cabezas y se ven sometidos a diferentes pruebas hasta llegar a la recámara donde se encuentra la piedra. Harry descubre que el profesor Quirinus Quirrell era quien intentaba robarla desde el principio, puesto que Voldemort —que permanecía como parásito en la nuca del profesor— se lo había ordenado. Harry consigue la piedra y Quirrel intenta asesinarlo, pero no logra sobrevivir al contacto con el muchacho y muere cuando Voldemort abandona su cuerpo.
Después de una charla reveladora con el director del instituto, Albus Dumbledore, Harry se reencuentra con sus amigos y parte de regreso a la casa de sus tíos, ya que el año lectivo ha concluido.

## Personajes principales del libro
- Harry Potter es el protagonista de la novela. Huérfano de padres, Harry vive con sus tíos, los Dursley, y su primo Dudley, quienes mantuvieron en secreto su verdadera identidad. En su undécimo cumpleaños, Harry comienza a recibir muchas cartas del Colegio Hogwarts de Magia y Hechicería en las que se le informa de la disponibilidad de una plaza para que vaya a estudiar. Rubeus Hagrid le asiste para emprender el viaje al instituto, ayudándole a comprar sus útiles escolares y a llegar a la estación de King's Cross para tomar el tren. En el colegio conoce a los que después se convertirán en sus mejores amigos y juntos descubren que Voldemort quiere apoderarse de la piedra filosofal para conseguir la inmortalidad.

- Ron Weasley es el mejor amigo de Harry. Vive junto a su humilde familia en una pintoresca casa conocida como "La Madriguera". Ron tiene seis hermanos, de los cuales dos viven solos (Bill y Charlie), tres que asisten con él a Hogwarts (Percy, Fred y George) y su hermana pequeña, Ginny. En la familia de Ron, todos son magos.

- Hermione Granger es una de las tres protagonistas y es la mejor amiga de Harry y Ron. Es una niña inteligente que había adquirido muchos conocimientos sobre la magia incluso antes de entrar al colegio. Al igual que sus amigos, es seleccionada como alumna de la casa Gryffindor. Además de ser quien hace todo lo posible para evitar que sus amigos se metan en problemas, su intervención resulta vital en el intento de conseguir la piedra filosofal antes que Voldemort, ya que sus conocimientos le ayudan a descifrar el acertijo de las botellas que consistía en beber la correcta para cruzar por las llamas de fuego que les impedía pasar a la siguiente habitación.

El escudo de armas de Hogwarts, colegio al que acude Harry y sus amigos.

- Albus Dumbledore es el director de la escuela de magia. Acompañado por Hagrid y McGonagall, deja al pequeño Harry de tan solo un año de edad en la puerta de la casa de los Dursley. Según muchas personas, Dumbledore es la única persona a la que le teme lord Voldemort, ya que se le reconoce como uno de los magos más poderosos del siglo. En Navidad le entrega a Harry una capa de invisibilidad que había pertenecido al padre del muchacho.[nota 2] Al final del libro menciona que por mutuo acuerdo con el alquimista Nicholas Flamel había destruido la piedra filosofal creada por este último para evitar futuros inconvenientes.
- Minerva McGonagall es la profesora de Transformaciones; también es la jefa de la casa Gryffindor y ocupa el cargo de subdirectora del colegio. McGonagall es una animaga y puede adoptar la forma de una gata. Es quien le regala a Harry su primera escoba voladora, la Nimbus 2000, para que pueda jugar su primer partido de quidditch.
- Draco Malfoy es hijo de una aristocrática familia de magos de sangre pura —de lo cual se siente orgulloso— y un miembro de la casa Slytherin. Sus padres Lucius y Narcissa Malfoy estuvieron del lado de Voldemort durante la Primera Guerra. Siempre trata de meter a Harry, Ron y Hermione en problemas y desprecia a todas las personas que sean hijos de muggles, como es el caso de esta última.
- Neville Longbottom es un alumno de la casa Gryffindor que se caracteriza por su torpeza y mala memoria, razón por la cual su abuela le envía una recordadora. Sus habilidades con la magia son rudimentarias y de hecho su familia pensaba que no era un mago hasta que un día se cayó de la azotea de su casa y empezó a rebotar.
- Rubeus Hagrid es un semigigante y el guardián de las llaves y terrenos de Hogwarts. Después de enterarse de que Harry no había recibido las cartas del colegio, Hagrid va a buscarlo para entregarle las misivas. Acompaña al protagonista en sus compras por el callejón Diagon, donde aquel adquiere su varita mágica y útiles escolares; además, Hagrid le compra una lechuza a la que Harry le pone de nombre Hedwig, la cual será la mascota del muchacho y le permitirá enviar y recibir correspondencia. Hagrid es un gran aficionado de las criaturas mágicas, sobre todo de aquellos seres peligrosos que el resto del mundo teme, algo que demuestra al comprar un dragón ridgeback noruego que cría en su cabaña.
- Severus Snape es el jefe de la casa Slytherin y profesor de pociones, pero muchos alumnos rumorean que el profesor siempre ha querido ser el docente titular de Defensa contra las Artes Oscuras. Desde el comienzo de las clases, es el único maestro que muestra animadversión por Harry e intenta castigarlo. Snape se convierte en el principal sospechoso para Harry y sus amigos cuando empiezan a ocurrir cosas inusuales que luego se verán relacionadas con el paradero de la piedra filosofal; los tres suponen inicialmente que el profesor la quiere para sí, pero luego deducen que busca el artefacto para Voldemort. Sin embargo, Snape resulta ser inocente y, además, habría intentado salvar a Harry de un intento de homicidio perpetrado por Quirrell.
- El Profesor Quirrell es el profesor de Defensa contra las Artes Oscuras y verdadero ayudante de Voldemort. Cuando Harry llega a la cámara de la piedra, se encuentra con Quirrell frente al espejo de Oesed, en el cual se hallaba escondida la piedra. Solo al final de la novela se descubre que Quirrell había permitido que lord Voldemort se alojara en su cuerpo de modo parasitario. Quirrell no sobrevive al enfrentamiento con Harry cuando la maldición de Lily Potter lacera su cuerpo y Voldemort le abandona.
- Lord Voldemort es el brujo tenebroso que aterrorizó el Reino Unido durante la década de 1970 en un conflicto conocido como la Primera Guerra. Su cuerpo fue destruido por la maldición que lanzó contra Harry y rebotó. Posteriormente recluta a Quirrell para conseguir la piedra filosofal con el fin de lograr la inmortalidad.

## Historia del libro

### Desarrollo

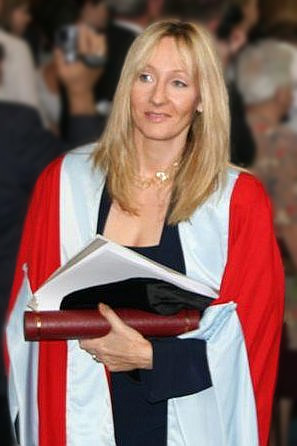
J. K. Rowling es la autora de la serie.

La génesis de Harry Potter y la piedra filosofal está muy ligada a los eventos que tuvieron lugar en la vida de su autora, la escritora inglesa J. K. Rowling, a partir de 1990; ese año la autora se mudó con su entonces pareja a la ciudad inglesa de Mánchester. Tras una semana de buscar un departamento en la ciudad, Rowling regresó a Londres en tren y fue allí donde todo comenzó: «Realmente no sé cómo surgió la idea [...] Empezó con Harry, luego todos los personajes y situaciones afloraron en mi cabeza»; toda esta corriente de ideas constituían el bosquejo de las situaciones que ocurrirían en el colegio de magia al que Rowling nombraría Hogwarts. Durante el resto del viaje elaboró la idea en su mente ya que no tenía con qué escribir, circunstancia que ella reconoció como beneficiosa para el proceso creativo de la trama. En ese flujo de ideas aparecieron personajes como Ron, Nick Casi Decapitado, Rubeus Hagrid y Hermione. La autora decidió que la historia se dividiría en siete novelas.
Esa misma noche empezó a escribir la primera novela, que tardaría cinco años en concretar; durante esos cinco años se dedicó a crear todo el universo que rodea la historia de Harry Potter. La autora había escrito los primeros párrafos y dibujos en servilletas durante un viaje a Escocia y utilizaba dichas notas frecuentemente; posteriormente, continuó escribiendo su novela a máquina.
A finales de 1990, la madre de Rowling murió víctima de la esclerosis múltiple, hecho que, la autora confiesa, influyó en su escritura profundamente; la consecuencia de este suceso en su escritura se manifiesta en el hecho de que Harry sea huérfano y en el tratamiento que se le da al tema de la muerte en todas sus novelas:

Mis libros en gran medida tratan acerca de la muerte. Comienzan con el asesinato de los padres de Harry y está la obsesión de Voldemort por conquistar la muerte, su búsqueda por la inmortalidad a cualquier precio, el gran logro de cualquiera que posea magia. Entiendo por qué Voldemort quiere conquistarla: todos la tememos.
 J. K. Rowling.

Nueve meses después de que su madre falleciera, Rowling, que había estudiado lenguas extranjeras en el Exeter College, se mudó a Oporto (Portugal), para dar clases de inglés como lengua extranjera a alumnos entre 8 y 62 años; allí escribía en cafés locales o en la escuela. Seis meses después, la escritora terminó los primeros tres capítulos del libro y conoció al periodista Jorge Arantes, con quien se casó y tuvo una hija a la que llamaron Jessica. En Portugal ideó muchos de los aspectos centrales en su novela como por ejemplo la piedra filosofal, que se convirtió en un elemento axial para el desarrollo de la trama; aunque Rowling ya conocía detalles sobre la piedra gracias a las lecciones de química del colegio secundario, este objeto utilizado como principio estructural del libro surgió realmente en 1991 en aquel país. Allí también escribió el capítulo «El espejo de Oesed», el cual reconoció como su favorito. La autora declaró que no sabía muy bien cómo escribir el primer capítulo y mencionó que existen muchas versiones del mismo; en aquellas aparecían personajes que fueron eliminados por completo de la trama, los Potter vivían en una isla y los Granger en la costa y se podía ver a Voldemort llegando al Valle de Godric antes de perpetrar el asesinato de los Potter. Rowling reconoció que la versión final del primer capítulo no resultó ser «de lo más popular que he escrito» ya que muchas personas lo han encontrado difícil de leer. «El problema con el susodicho capítulo era (como sucede muy a menudo en los libros de Harry Potter) que tenía que poner mucha información y a la vez ocultar mucha más».
A finales de 1993, la escritora regresó al Reino Unido ya que se había divorciado y su trabajo no funcionaba; Rowling se fue a vivir con su hija a la casa de su hermana y su cuñado en Edimburgo, aunque posteriormente se mudó sucesivamente a diferentes departamentos. Tuvo grandes dificultades para escribir puesto que estaba atravesando una depresión y como no podía contratar una niñera para su hija todo se le hacía «doblemente difícil». Para poder continuar con la escritura de su novela, comenzó a frecuentar el café de su cuñado, donde podía sentarse tranquilamente cuando no había mucha clientela junto a su hija, a quien previamente sacaba a pasear hasta que se durmiera y así se le hiciera más fácil escribir. En aquel lugar pudo culminar la redacción del libro.
Después de haber terminado su obra en 1996 y de mecanografiar dos copias de la misma, Rowling se dirigió a la Biblioteca Central de Edimburgo para buscar agentes literarios. Envió los tres primeros capítulos a un agente, pero este los rechazó; después los envió a otro. La agencia Christopher Little Literary Agents aceptó buscar una editorial que pudiese publicar el manuscrito. Después de que doce editoriales rechazaran el libro, la autora recibió en 1996 la aprobación —y un adelanto de 1500 libras— del editor Barry Cunningham, quien trabajaba para una pequeña editorial londinense llamada Bloomsbury Publishing. «[...] recibí una carta de respuesta. Supuse que era una nota de rechazo, pero en el interior del sobre había una carta que decía: “Gracias. Estaremos encantados de recibir su manuscrito”.», la escritora leyó la carta ocho veces y la considera la mejor carta que había recibido en su vida. Esta decisión puede deberse a que la hija del editor, una niña de ocho años entonces, leyó el primer capítulo del libro y quiso leer cómo seguía; la niña le dijo a su padre que dicho fragmento era «mucho mejor que cualquier otra cosa», por lo que su padre decidió publicar la novela.

## Publicación
Después de la aprobación, la editorial pagó a Rowling 2500 libras. Sin embargo, era menor la preocupación de la editorial por la longitud del libro que por el nombre de su autor; Little se había percatado de que los varones no solían leer ficción escrita por mujeres y por eso los editores pidieron a Rowling que adoptase un seudónimo que no mostrase su nombre completo. Justo antes de la publicación, Rowling adoptó el seudónimo «J. K. Rowling» para ocultar el nombre «Joanne»; la «K» se refiere a «Kathleen», nombre que tomó prestado de su abuela. La editorial también sugirió inicialmente el nombre de Harry Potter and the School of Magic (Harry Potter y la escuela de magia) pero la autora se opuso, aunque en la edición francesa se editó con una traducción de ese título al francés (Harry Potter à l'école des sorciers).
Antes de editar el libro, Bloomsbury envió copias a diversos críticos y editores para reunir algunos comentarios del mismo y sondear las opiniones que despertaba. Con esto también se buscaba conseguir algunas críticas que respaldaran la publicación de una obra de autor desconocido. Tras recibir comentarios elogiosos, Cunningham contrató para la edición del libro a un ilustrador desconocido, Thomas Taylor, en parte por la escasez de presupuesto. La ilustración de tapa se mantuvo sin alteraciones en ediciones posteriores, pero la de la contratapa fue alterada ya que mostraba a Albus Dumbledore con una barba marrón y no plateada como se le describe en el libro.
En junio de 1997, Bloomsbury publicó La piedra filosofal con una tirada inicial de 500 ejemplares, de los cuales 300 fueron distribuidos en bibliotecas. La tirada inicial tuvo algunas copias en tapa dura pero fue editada en su mayoría en formato paperback o rústico y no contó con más promoción que la que ya había efectuado la editorial al haber contactado a críticos y editores. La respuesta no fue inmediata pero la novela registró críticas entusiastas en los periódicos The Scotsman y The Glasgow Herald. Antes de la publicación inglesa del libro, Christopher Little había organizado una subasta por los derechos de publicación del libro en Estados Unidos. Arthur Levine, de Scholastic Corporation, había leído el libro durante un vuelo transatlántico y en abril de 1997 compró los derechos de publicación en la Feria del Libro de Bolonia; pagó 105.000 dólares, una cantidad estimada como excesiva para una novela de género infantil. Rowling recibió la noticia tres días después de la publicación británica de la novela. Después de un largo debate, el título fue cambiado por Harry Potter and the Sorcerer's Stone (Harry Potter y la piedra del hechicero) dado que la editorial consideraba que la palabra philosopher (filosofal en la traducción) daría la impresión de que el libro trataba sobre temas filosóficos y no tendría atractivo comercial. Rowling declaró posteriormente que lamentaba este cambio y que hubiera luchado más por mantener el título original si hubiese estado en una mejor posición. Philip Nel señaló que a causa del cambio se perdió la conexión de la novela con la alquimia y el significado de otros términos cambiados en la traducción de inglés británico a inglés estadounidense. La novela fue publicada en 1998 en Estados Unidos y en octubre del mismo año, Rowling realizó una gira de diez días por el país concediendo entrevistas para promocionar el libro.
Ya que las ediciones del Reino Unido se publicaban unos meses antes de la versión estadounidense, algunos lectores estadounidenses se familiarizaron con las versiones en inglés británico que compraron a través de Internet, lo cual generó controversia. Lo mismo ocurrió con su sucesor, Harry Potter y la cámara secreta, por lo que la editorial Scholastic denunció a Amazon.com —un sitio de ventas en Internet— por no tener en cuenta los derechos territoriales y, por tanto, actuar de forma ilegal.

### Ediciones conmemorativas
En enero de 2007, Bloomsbury publicó una nueva versión del libro por el 21.º aniversario de la editorial que incluía una pequeña introducción escrita por la misma Rowling. En septiembre de 2008 Scholastic publicó también otra edición por el 10.º aniversario de publicación del libro en Estados Unidos, que incluía una nueva ilustración de portada y contraportada realizada por Mary GrandPré, quien ya había ilustrado las ediciones estadounidenses previas.

## Críticas
La novela recibió comentarios favorables, sobre todo en lo que atañe a la imaginación, el humor, y el estilo literario de Rowling, aunque algunos se quejaron de que los capítulos finales parecían precipitarse. La obra fue comparada con textos de Jane Austen —una de las autoras favoritas de Rowling—, de Roald Dahl —en cuyas obras predominan las historias de niños que subvierten el orden de los adultos—, y con la obra del poeta griego Homero, cuyo estilo fue comparado con el de Rowling: «rápido, simple y directo en la expresión». Algunos de estos comentarios señalaron que la novela retomaba temáticas victorianas y eduardianas como la vida en los internados ingleses, mientras que otros sugirieron que la novela introducía importantes temáticas relacionadas con la sociedad actual.

### Reino Unido

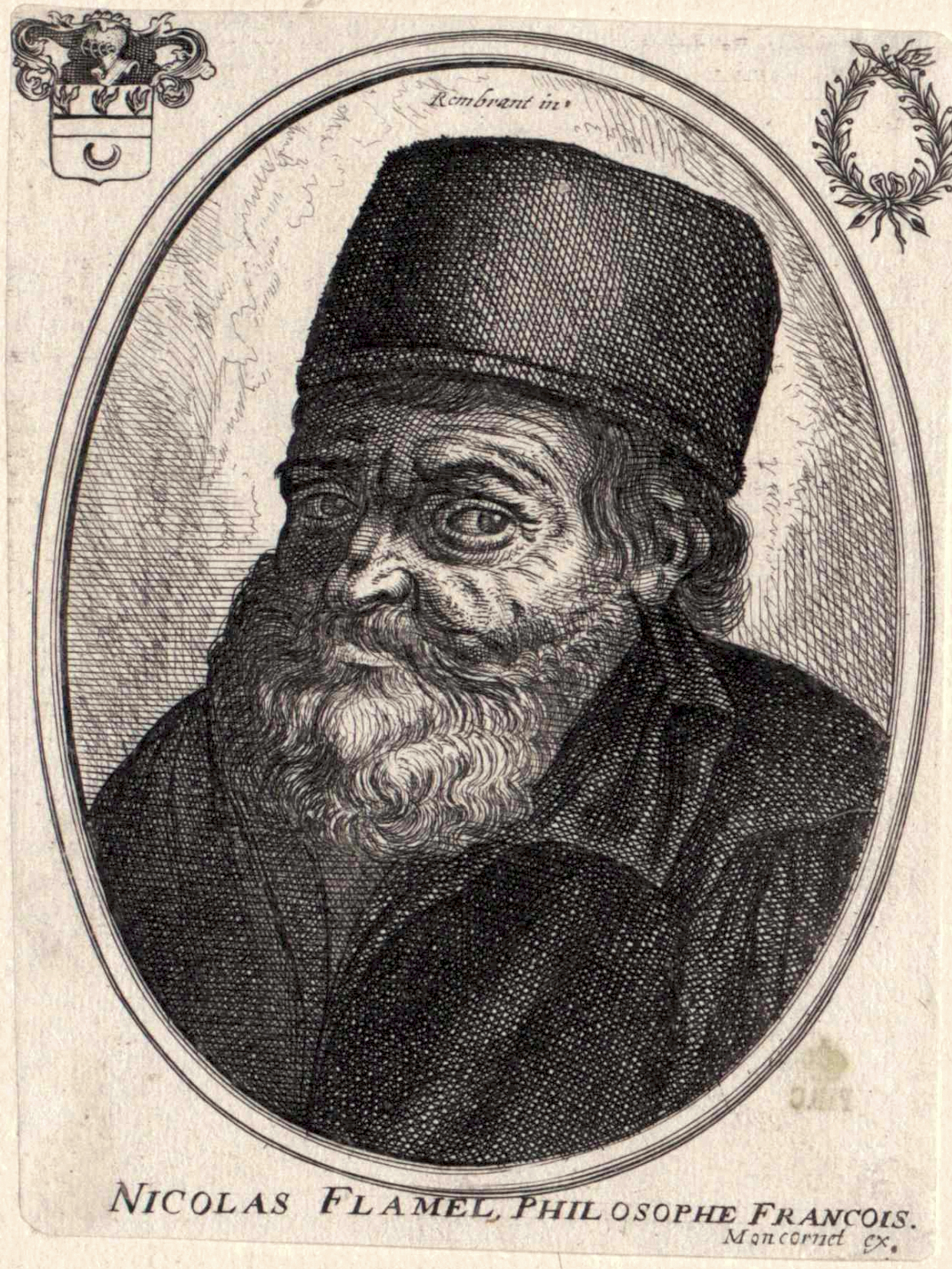
El alquimista Nicolas Flamel es, en la novela, el creador de la piedra filosofal.

«Rowling utiliza dispositivos narrativos clásicos con originalidad y soltura, entregando un thriller enormemente entretenido, con una trama compleja y exigente» comentó Lindsey Fraser en una de las primeras reseñas que recibió la novela; en la misma destacó la verosimilitud lograda en la construcción del protagonista y el realismo que la autora había inyectado en su obra. Su comentario publicado en el The Scotsman precedió a otras opiniones favorables que obtuvo la novela-debut de Rowling. The Glasgow Herald también calificó al libro como «una fantasía completamente fascinante que levanta el vuelo desde su primera página».
Dada la repercusión que el libro había obtenido en Escocia, los periódicos de tirada nacional comenzaron a hacerse eco del fenómeno de ventas. Así, La piedra filosofal consiguió reseñas en publicaciones de gran difusión como The Guardian y de los periódicos The Sunday Times y The Mail on Sunday, que también notaron paralelismos con la obra de Dahl. La editora de Books for Keeps, Rosemary Stone, seleccionó la novela y publicó una crítica de la misma en la edición de septiembre de 1997; «Rowling es un nuevo talento de lo más emocionante y vigoroso», concluyó la especialista desde la columna dedicada a los nuevos autores.

### Estados Unidos
El comentario publicado en The Boston Globe hizo hincapié nuevamente en los parecidos con la obra de Roald Dahl. Liz Rosenberg, quien redactó la reseña, opinó que La piedra filosofal reunía muchos de los requisitos que podrían convertirla en un clásico de la literatura infantil. No obstante, la comentarista también remarcó que las últimas veinte páginas de la novela sufrían por una resolución apresurada y por la falta de desarrollo de algunos personajes. Más reseñas elogiosas fueron apareciendo a lo largo de 1998 en publicaciones como School Library Journal, Booklist y Publishers Weekly; en esta última se destacó la pluralidad de elementos que la autora había incluido en su obra entregando una mezcla de misterio, humor y fantasía.
En la revista en línea Salon apareció otro comentario elogioso, esta vez de Christopher Taylor; dijo que a pesar de los prejuicios que una novela de estas características podría despertar (por su posible didactismo o por sus eventuales moralejas), la lectura de la misma consiguió superar cualquier expectativa negativa:

No creo que alguien pueda leer 100 páginas de Harry Potter y la piedra filosofal sin empezar a sentir ese inconfundible escalofrío que te indica que estás ante un clásico. […] No quiero ser condescendiente con Rowling y decir que ha escrito una maravillosa novela infantil; lo que ella ha escrito es una maravillosa novela y punto. Y para aquellos que insisten en que las novelas deberían impartir una lección, que la de Harry Potter sea la única que importa en la literatura: separar a los muggles de los magos.

Dos comentarios que aparecieron en The New York Times en 1999 se sumaron a los elogios que el libro ya había recibido. Michael Winerip escribió:

Como ocurría con Roald Dahl, J. K. Rowling tiene en gran parte ese don para mantener las emociones, miedos y victorias de sus personajes en una escala humana, aun cuando lo sobrenatural aparece por todos lados.

El redactor también comentó el malicioso humor del que Rowling hacía gala, aunque, a su juicio, la novela fallaba en los últimos capítulos en lo que atañe al desenvolvimiento de algunos personajes. El otro comentario, firmado por Pico Iyer en octubre, comentó el curioso efecto que se producía cuando una novela tan imbuida en tradiciones literarias inglesas (como estar el relato ubicado en internados escolares) llegaba a una cultura tan distinta como la de los Estados Unidos; en esos casos, lo que en la cultura original era percibido con cierto grado de realismo o mundanería se volvía algo exótico, hecho en el que encontró un punto de comparación entre La piedra filosofal y Cien años de soledad de Gabriel García Márquez.
Sin embargo, y pese a todos los comentarios positivos que el libro había recibido, el teórico literario Harold Bloom redactó una crítica negativa del libro que apareció en el periódico Wall Street Journal en noviembre del año 2000. Bloom sostuvo, entre otras cosas, que la novela carecía de una buena escritura pero que además sufría de problemas más importantes como la falta de imaginación y la deuda con obras anteriores de la literatura inglesa. A su vez comparó a Rowling con otros escritores como Stephen King, John Grisham o Tom Clancy que registraban grandes ventas de sus títulos pero que, en su opinión, carecían de talento.

### Otros países
Dado el furor causado por el éxito de la novela, escritores y especialistas de diversos países comenzaron a pronunciarse a favor o en contra de la misma.
En Argentina, los medios de comunicación registraron una profusión de opiniones de escritores locales sobre la novela. La escritora Ana María Shua, quien ha publicado relatos infantiles y juveniles, comentó:

Los libros de la serie me encantan para los chicos, aunque no aporten grandes novedades: son clásicos y sin experimentación, pero están bien hechos, son redondos, con una buena estructura narrativa y llenos de conocimiento sobre las relaciones entre los chicos y de éstos con los adultos.

Graciela Cabal, con una opinión similar habló sobre la destreza de la autora para estructurar el relato: «Cada capítulo es una estructura clara, que además cierra con cierto suspense. Y es tanto el horror presente que termina fundiéndose en humor bien inglés». También aparecieron comentarios similares de Santiago Kovadlof, Eduardo Gudiño Kieffer: y Ema Wolf; esta última escribió que «Si bien no aporta nada nuevo en el campo de la literatura y no sorprende, esto no le quita méritos, porque no es un libro ambicioso». Por otra parte, Beatriz Ferro declaró que el libro la había decepcionado y Margara Averbach manifestó que el elitismo que veía en los libros le disgustaba.
La escritora y docente colombiana Yolanda Reyes opinó que pese a los defectos del libro «hay [en él] un toque de frescura, de ingenuidad y de humor, lo mismo que una cuidadosa construcción de esa atmósfera entre cotidiana e insólita, que confiere a la novela su mayor poder de seducción y atrapa a los lectores». Después de que algunos críticos compararan el género fantástico e infantil del libro con diferentes novelas, Diego Gutiérrez del Valle, periodista de la publicación española Peonza señaló que en la novela se sentían las influencias de J. R. R. Tolkien y C. S. Lewis pero que asimismo alcanzaba a construir una identidad propia. Sonia Sierra indicó en el periódico mexicano El Universal que en la novela «Harry tiene una capacidad enorme para cautivar a los lectores. Además, en casa el libro lo leen varias personas».
Xavier Riesco Riquelme, radicado en España, también recibió la novela como una sorpresa ante lo que él calificó como «un mercado lleno de productos políticamente correctos».

Con esta curiosa mezcla de fantasía (dragones, unicornios y gnomos) y novela sobre niños en la escuela (matones, enemigos de patio de recreo y profesores hueso), la historia de Harry Potter se inscribe por derecho propio entre las mejores novedades de la literatura infantil. Además, es posible leerla a casi cualquier edad y disfrutar de ella, un logro considerable en cualquier género.

## Controversias religiosas

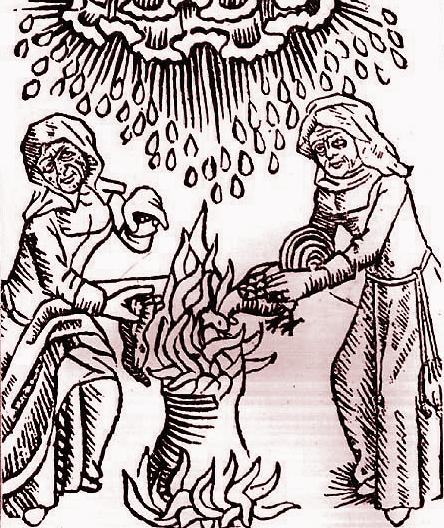
Algunos grupos religiosos han sostenido que los libros de Harry Potter incitan a practicar la brujería.

La novela Harry Potter y la piedra filosofal, junto con toda la serie, ha sido víctima de controversias provocadas por diferentes grupos religiosos bajo las acusaciones de que contiene textos satánicos y promueve la brujería. Nancy Flanagan Knapp, buscando aquellos elementos que podrían ser interpretados como una apología de la brujería, concluyó que si bien las clases de Pociones impartidas por Severus Snape podrían ser tomadas como ejemplo para sustentar las mencionadas acusaciones, éstas más bien se asemejaban a una simple clase de química antes que a rituales esotéricos. La serie estuvo en los puestos superiores de la lista «Libros más cuestionados» de la American Library Association durante el período que va de 1999 a 2001. Además, gente de Nuevo México organizó un evento para quemar los libros de la serie alegando que las historias enseñaban brujería, satanismo y ocultismo.
En los Estados Unidos se han producido convocatorias para excluir los libros de escuelas; éstas, en muchas ocasiones, condujeron a impugnaciones y restricciones en el uso de los libros como máxima consecuencia. En uno de esos casos, el pastor Tony Leanz afirmó que Harry Potter promovía la religión wicca y, tomando la novela como un libro con contenido religioso utilizado en instituciones públicas, sostuvo que violaba la separación del Estado y la Iglesia. En 2003, el Catholic World Report criticó al protagonista de las novelas por la falta de respeto que mostraba hacia las normas y a la autoridad, y consideró que la serie mezclaba los mundos mágicos y mundanos como «un rechazo fundamental del orden divino en la creación».
En el año 2003, Gabriele Kuby publicó un libro titulado Harry Potter: el bien o el mal en el que escribió que «los libros de Harry Potter corrompen los corazones de los jóvenes, obstaculizando el desarrollo de un sentido bien ordenado del bien y del mal, y por lo tanto dañan su relación con Dios mientras la misma aún se está desarrollando». En 2005, el entonces cardenal Joseph Ratzinger —posteriormente el papa Benedicto XVI— recibió una copia del manuscrito de Kuby; poco antes de convertirse en sumo pontífice, Ratzinger —quien un tiempo antes había sido prefecto de la Congregación para la Doctrina de la Fe— describió las novelas como una influencia potencialmente corruptora sobre los niños y afirmó que las mismas poseían «sutiles seducciones, que actúan desapercibidas y que de esa manera distorsionan profundamente la cristiandad en el alma antes de que pueda desarrollarse adecuadamente»; tiempo después dio permiso para la publicación de la carta donde expresó dicha opinión. Sin embargo, Peter Fleetwood, un sacerdote británico que ayudó a redactar un documento oficial sobre los fenómenos de la Nueva era en 2003, mencionó que las historias de Harry Potter son historias morales que enseñan a los niños la importancia de hacer sacrificios para superar el mal; «no son malas y tampoco luchan contra la ideología cristiana», declaró el sacerdote.
Las respuestas de otros grupos religiosos han sido positivas. Rowling mencionó que sus libros «Así como han sido atacados desde una perspectiva teológica, [también] se los ha alabado y se los ha mencionado en los púlpitos; y para mí, lo más interesante y satisfactorio es que varias religiones diferentes lo hayan hecho». La autora remarcó también que los libros no son «exclusivamente» cristianos y que nunca intentó escribir una alegoría como lo hizo C. S. Lewis con Las crónicas de Narnia. Emily Griesinger escribió que la literatura de género fantástico ayuda a los niños a lidiar con la realidad; según ella, La piedra filosofal describe el primer paso de Harry a través de la plataforma 9 ¾ como una solicitud de fe y esperanza y su encuentro con el Sombrero Seleccionador como la primera de las muchas ocasiones en la que Harry aparece determinado por las decisiones que toma. Griesinger señaló que el sacrificio de la madre de Harry constituía la forma de «magia más profunda» que, por encima de la «magia tecnológica» también presente en la novela, era capaz de vencerlo todo y eso es lo que «el hambre de poder de Voldemort no entiende».

## Análisis

### Estructura
La novela funciona mediante la clásica estructura de tres actos, con una introducción situada en el mundo muggle y tanto el nudo como la resolución en el colegio; la estructura se completa con el posterior retorno al mundo del que se parte. Esta estructura simple que se repite en casi todos los libros de la serie ayuda a crear una sensación de familiaridad con el texto. En un principio, el hilo conductor de la trama es el viaje iniciático de Harry hacia el Colegio Hogwarts y el proceso de autodescubrimiento que atraviesa el protagonista, pero luego la intriga en torno a la piedra filosofal se convierte en eje del libro. Según Julia Eccleshare, Rowling aprovecha el mecanismo de la búsqueda como motor dramático, principio estructural y modo de caracterizar moralmente a los personajes que se ven envueltos en ella. Polly Shullman comentó respecto de esta estructura novelística que «El primer libro tenía una trayectoria dramática simple: Harry está seguro de saber quiénes son los buenos y los malos, pero supone mal».
Shullman también comparó la estructura de cada volumen con una serie de sonetos, ya que si bien los escenarios y situaciones suelen repetirse siguiendo el modelo de La piedra filosofal, Rowling no escribe cada capítulo como una parte independiente sino con un sentido de trayectoria y evolución dramática.

### Temas
El tema principal del libro es la felicidad, que en palabras de la autora ha estado desde el principio en su obra. En el primer capítulo de la novela se anuncia la muerte de los Potter y, desde ese momento, la fatalidad ronda al protagonista. La intriga en torno a la piedra filosofal está motivada por la ambición de Voldemort, quien desea ser inmortal mediante el elixir de la vida. «La cuestión de la inmortalidad casi siempre está presente en la imaginación de J. K. Rowling. Todo el primer libro gira en torno al deseo de Voldemort de conseguir la piedra [...]» comentó David Colbert al respecto.
El autosacrificio motivado por el amor es otro tema central en este libro y en toda la saga, de acuerdo con Daniel Mitchell. El amor es la fuerza que puede detener el poder de Voldemort puesto que él desconoce por completo su poder y la forma en que opera. Además, Mitchell ve ciertas resonancias cristianas en el sacrificio de Lily Potter por la vida de su único hijo, las cuales luego se repiten en otros personajes como Dumbledore y Dobby a lo largo del ciclo novelístico.
De acuerdo con Gwen Tarbox, La piedra filosofal también aborda la cuestión de las relaciones entre niños y adultos en base al concepto de «inocencia infantil» que deriva del Iluminismo; esta concepción determina que un niño «inocente» es aquel que ignora determinados hechos. Según el análisis de Tarbox, se instaura una relación entre Harry y Dumbledore sobre la base de la posesión de conocimiento que el segundo facilita al primero, relación que llega a su punto máximo en Harry Potter y la Orden del Fénix.
El poder y la tentación por este constituyen otro núcleo temático. Alan Jacobs señaló que la magia, tal y como la describe Rowling, funciona como una metáfora sobre el papel que la tecnología juega en el mundo real y que su dominio consiste en aprenderla mediante el estudio; personajes como Voldemort muestran una ambición por poder dominar esa magia que los ha hecho pasarse al lado oscuro. A. O. Scott sostuvo que Harry se enfrenta a las promesas de poder y grandeza cuando elige no formar parte de la casa Slytherin, pero sostiene que el muchacho se verá inevitablemente tentado por el poder en otras ocasiones. Shullman, por el contrario, opina que Harry no presenta ese tipo de dudas sino que sus tentaciones tienen más que ver con la añoranza por los seres queridos que no están con él, como se vería en su relación con el espejo de Oesed.
Por otro lado, la novela también muestra como una de sus temáticas el poder de la palabra y su relación con el camino de Harry como protagonista de la serie de novelas. Lucas Gagliardi sostuvo que esta novela, en particular, relaciona el acceso de Harry al lenguaje (a partir de terminología específica de la comunidad mágica o el nombre y epítetos de Voldemort) con su proceso de crecimiento y la construcción de su identidad. Por medio de este tema y su tratamiento, La piedra filosofal se relaciona con el géneros de la novela de aprendizaje.

### Intertextualidad e influencias
Se ha señalado que la saga de Harry Potter —y La piedra filosofal en particular— guarda similitudes estilísticas, temáticas y narrativas con otras obras que la precedieron tanto en la literatura inglesa como en la producción literaria de otros países. Estas relaciones intertextuales (categoría propuesta por Julia Kristeva sobre la base de la obra de Mijaíl Bajtín), según señalan la mayoría de los especialistas, se manifiestan en la obra de Rowling a través de la reelaboración de situaciones, personajes e ideas. A propósito de estas reelaboraciones, la catedrática de la Universidad de Almería, Blasina Cantizano Márquez, escribió que:

A sabiendas o no, Rowling toma los mejores ingredientes de la literatura juvenil en lengua inglesa, para crear unos personajes y elaborar unas historias que cautivan al lector, (…) es precisamente por esta habilidad sintetizadora y recreadora por lo que hoy debemos valorar la aportación de Rowling a la literatura fantástica contemporánea.

#### Cuento de hadas
Tomando en cuenta las investigaciones que efectuaron el psicólogo infantil Bruno Bettelheim y el historiador Joseph Campbell aplicando categorías psicoanalíticas al análisis de relatos folklóricos, se señaló que Harry Potter refunde arquetipos cargados de profundas significaciones. En The Uses of Enchantment, Bettelheim propuso que el cuento de hadas era el único tipo de relato infantil del cual se podrían inferir las soluciones a los grandes problemas de la humanidad; Richard Bernstein, siguiendo al psicólogo austríaco, afirmó que si se lo ve desde el punto de vista de los lectores infantiles, La piedra filosofal expresa los terrores de la infancia, lo cual lo hace atractivo a dichos lectores. El texto refleja el miedo a la crueldad paterna y a la competencia con los hermanos a través de la relación de Harry con los Dursley; ese vínculo familiar emparienta el texto con narraciones como «Cenicienta». La novela también refleja la angustia surgida por el abandono o por la desaparición de los padres (como en «Hansel y Gretel») y las inseguridades ante cambios y adaptaciones que el protagonista debe atravesar, por ejemplo, al ingresar a Hogwarts. Otra herencia de estas narraciones es la clara distinción entre las figuras paternas reconocidas como benignas (los Potter) y las figuras paternas sustitutas y hostiles (los Dursley), que operan como dos caras de una misma moneda pero que aparecen desdobladas por cuestiones de conceptualización de la mente infantil. Sin embargo, el protagonista se diferencia de los personajes centrales en estas narraciones puesto que Harry no suele contar con la ayuda de ningún auxiliar sobrenatural, sino que debe resolver los problemas por sí mismo. Otra diferencia se da con un elemento muy común en la tradición del cuento de hadas: el espejo; mientras que en la mayoría de estos relatos el espejo es un elemento perturbador o la puerta a otros mundos, en el texto de Rowling es un elemento que permite la catarsis y el fortalecimiento de la personalidad.

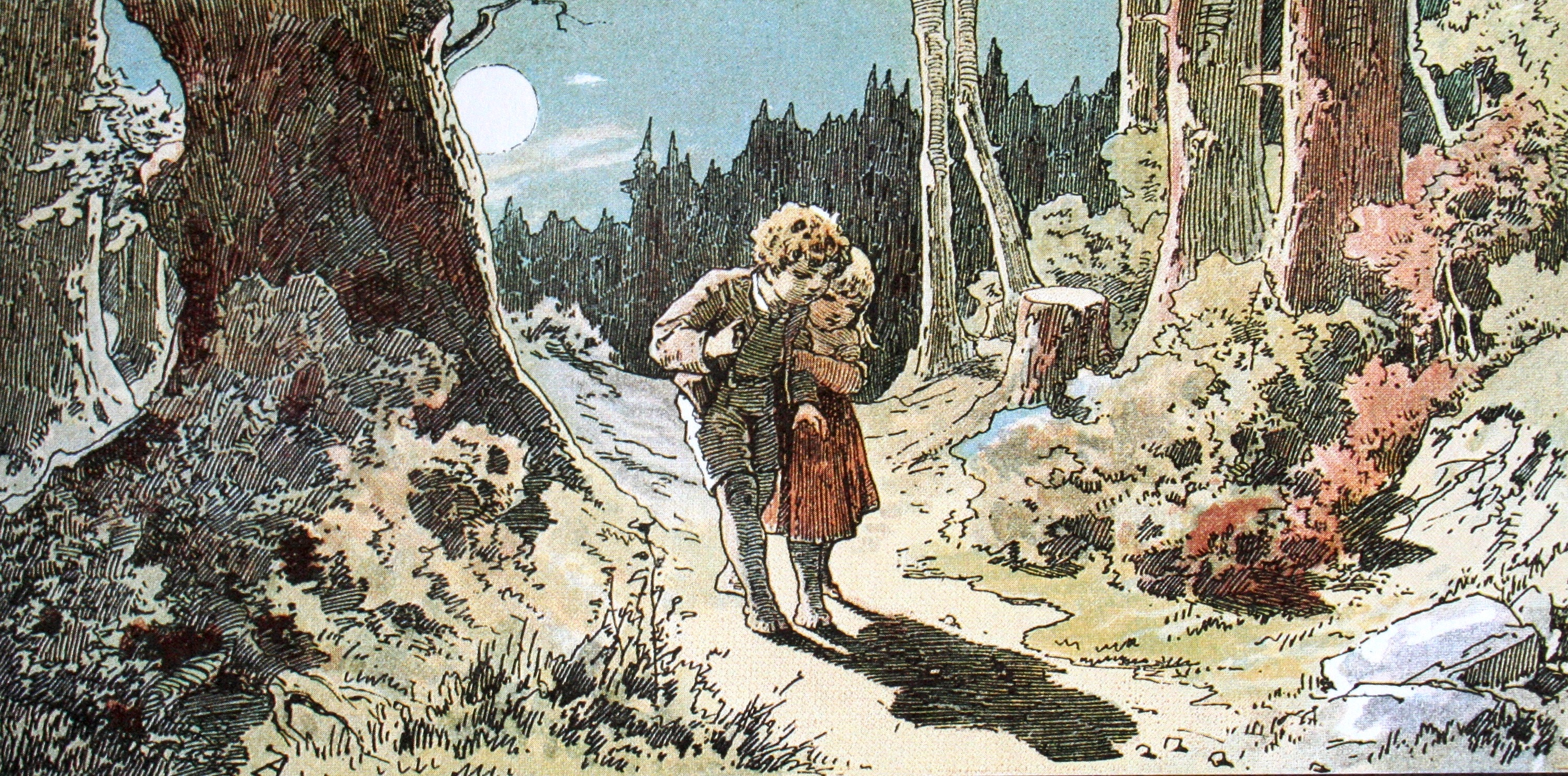
«Hansel y Gretel», uno de los múltiples cuentos de hadas que refunde Harry Potter.

A nivel estructural, Harry Potter y la piedra filosofal también se relaciona con los cuentos de hadas por poseer un final feliz —condición sine qua non de este tipo de narraciones— que se presenta tras una serie de obstáculos superables. «La moralidad no es el tema de estos cuentos» afirmó Bettelheim «sino dar la seguridad de que se puede salir adelante». Otra característica estructural afín a los relatos mencionados es la repetición de escenarios y situaciones que La piedra filosofal instaura a lo largo de casi toda la saga. Colbert, apoyado en las teorías estructurales expresadas por Campbell en El héroe de las mil caras, señaló que el inicio de cada relato en el suburbio de Little Whinging con los Dursley y el retorno al «mundo real» tras las aventuras en Hogwarts se relaciona con el carácter cíclico que Campbell atribuyó a todos los relatos folklóricos y con el rol de Harry como encarnación de un arquetipo heroico. Este último atraviesa la literatura y el cine con obras tan disímiles como la Odisea y La guerra de las galaxias.

#### Novela ambientada en colegios ybildungsroman
Cantizano Márquez apuntó que la serie se muestra influida por la literatura de corte realista que tuvo su auge en Inglaterra durante la época victoriana; para la investigadora, dichas influencias se aprecian en el hecho de que la trama de la novela se desarrolle en escenarios que el lector puede reconocer como cotidianos (una escuela, los suburbios, Londres, etc.). La presencia del instituto Hogwarts, además, relaciona la novela con el subgénero de relatos ambientados en colegios; entre estos, los predecesores con los que más se ha relacionado la obra de Rowling son David Copperfield de Charles Dickens y Los días de escuela de Tom Brown escrito por Thomas Hughes, novela que algunos han calificado como el antecedente directo y no mágico de Harry Potter. Incluso pueden trazarse más similitudes entre La piedra filosofal y Charmed Life de Diana Wynne Jones o The Worst Witch de Jill Murphy, relatos en los que aparecen colegios de magia; con las novelas de Murphy, además, hay grandes parecidos en la descripción de Hogwarts y su posible emplazamiento en Escocia. De hecho, se señaló que son precisamente los elementos del internado británico los que hacen que Harry Potter sea inimaginable como ficción estadounidense ya que este último país no posee una tradición escolar de este tipo.

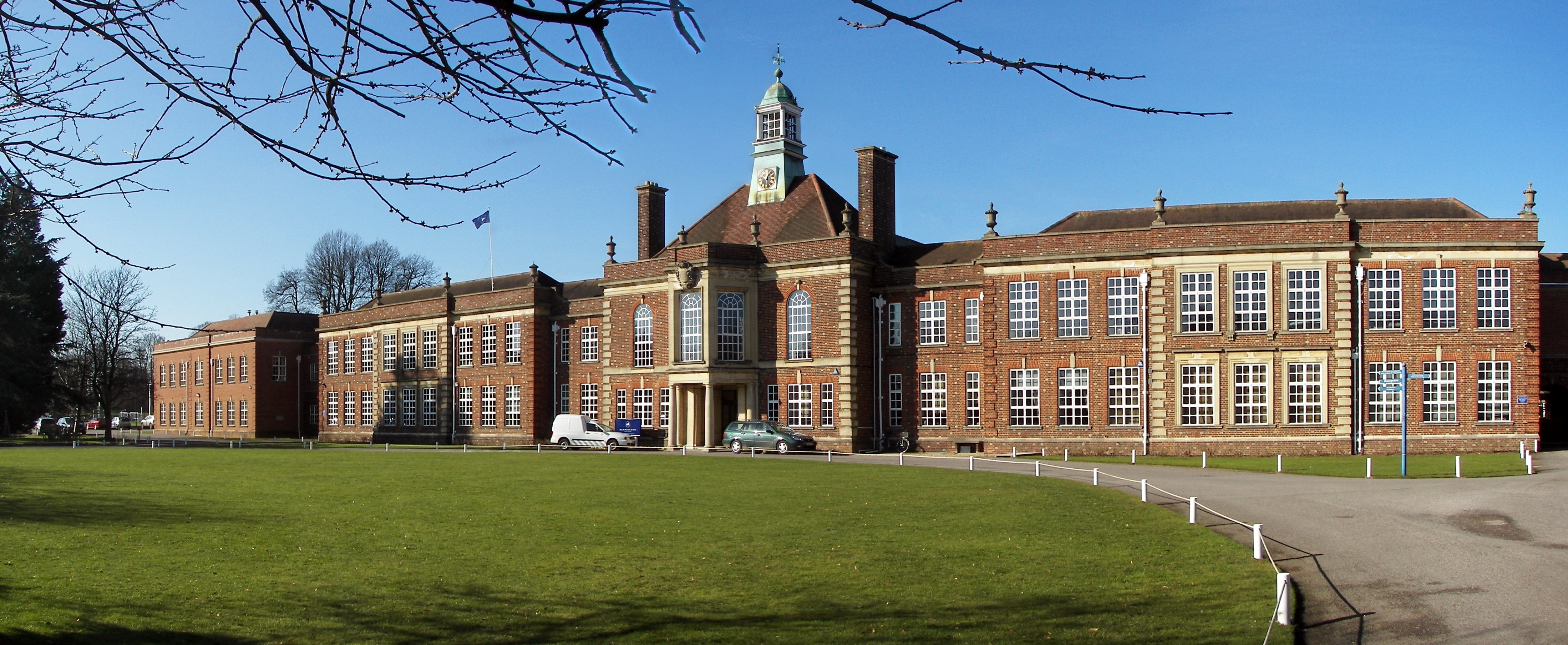
Las obras literarias ambientadas en internados británicos han influido la obra de J. K. Rowling.

La tradición de la novela ambientada en internados con la que Rowling se conecta explora cuestiones como las rivalidades, ritos de iniciación, amistades y relación con la autoridad y los deportes escolares. Robert Kirkpatrick opinó que las novelas de Rowling llevan hasta el extremo las posibilidades de este subgénero, y Kelly O'Brien afirmó que la novela directamente subvierte las normas del subgénero ya que existe un personaje femenino como Hermione que está a la misma altura que los otros dos protagonistas, un hecho atípico ya que este tipo de relatos no suele dar mucha cabida a personajes femeninos. Pico Iyer, por su parte, estableció numerosas similitudes entre el colegio Hogwarts y la Dragon School de Oxford a la que él asistió de joven.
La piedra filosofal también instaura en el ciclo novelístico las características del género bildungsroman o novela de educación, ya que, unida a la tradición de ficciones ambientadas en colegios, la saga entera sigue el proceso evolutivo de Harry, quien pasa de la infancia a la adolescencia a lo largo de la serie. En este sentido se podría relacionar la novela con la saga iniciada por Un mago de Terramar de Ursula K. Le Guin y Wise Child de Monica Furlong, novelas que abordan la educación de un protagonista mago. Además, la serie Harry Potter ofrece también un buildgunsroman de los coprotagonistas Ron y Hermione, detalle poco usual en el género. Sin embargo, la principal diferencia de la serie Harry Potter para con muchos de estos exponentes es que la formación del protagonista no se da solo en forma personalizada —generalmente bajo la tutela de una sabio mentor como es el caso de Dumbledore— sino que se complementa con la situación escolar donde un profesor instruye a muchos alumnos de forma simultánea.

#### Cosmovisión
Rowling no concibe el mundo en que transcurren sus novelas adoptando el modelo de high fantasy de Tolkien o Le Guin. La trama de sus libros no tiene lugar en un universo alternativo y completamente separado del mundo real; por el contrario, el universo de Harry Potter existe dentro del mundo considerado «real» y tiene contactos con el mismo en varias ocasiones. Visto a través de Hogwarts, el escenario creado por Rowling se muestra mutable y en constante cambio a diferencia de las realidades establecidas en las obras de los autores arriba mencionados.
Esto, según se ha señalado, facilita al lector la suspensión de la incredulidad y su entrada al mundo que propone la novela ya que se le brindan puntos de referencia en la realidad conocida. El libro comienza en la moderna ciudad de Londres y todo lo que atañe a la comunidad mágica coexiste en forma oculta a la vista de los no magos. Esta «realidad oculta» posee una organización geopolítica, educativa y económica, otros puntos de referencia para el lector. En el mundo de Harry Potter la magia no puede solucionar cualquier problema; Tom Morris escribió que los problemas que se presentan en la novela rara vez se resolvían por medio de la magia, sino mediante una combinación de diferentes virtudes humanas clásicas.
Se ha dicho también que la Inglaterra descrita por Rowling es puramente literaria, pues conserva los rasgos fundamentales de una imagen eduardiana del país que aparece con mucha frecuencia en la literatura infantil nacional.

#### Personajes

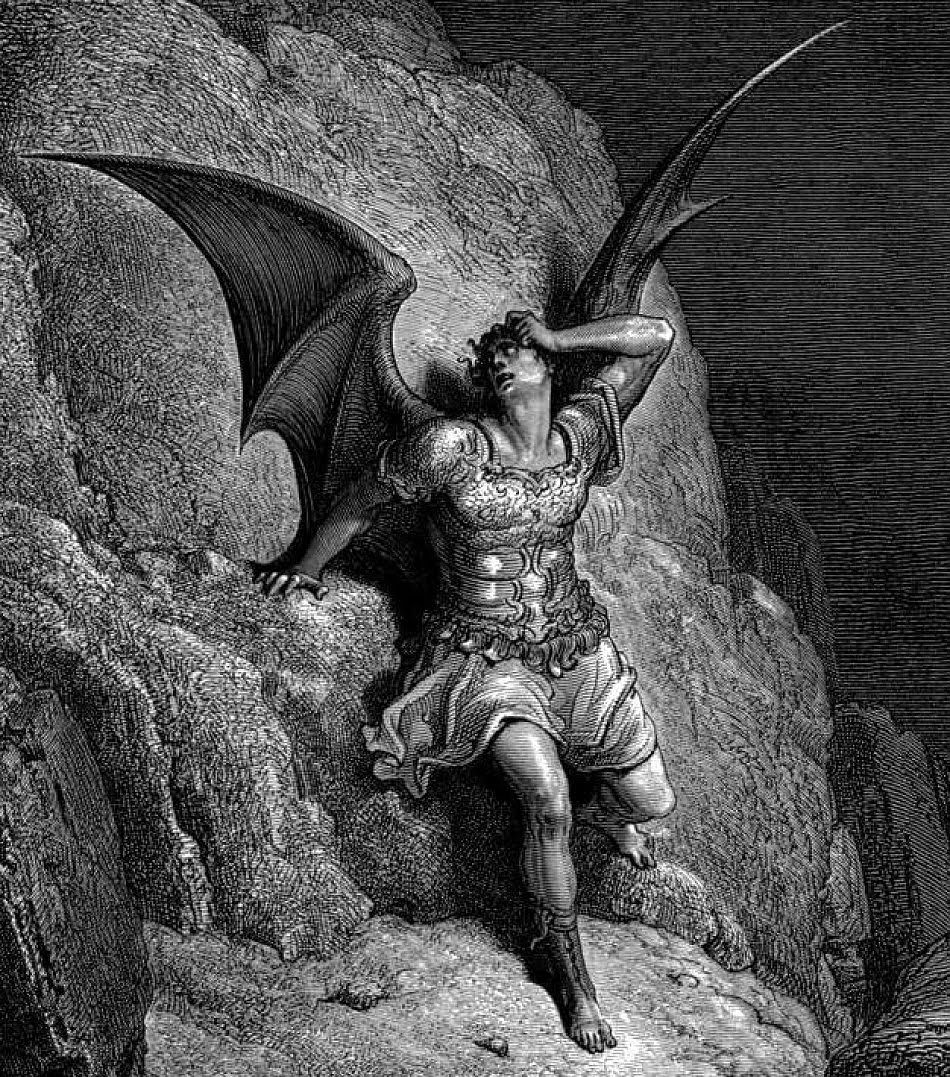
Lord Voldemort posee rasgos similares a los de Satán en el Paraíso perdido.

En los personajes de Rowling se perciben diversas configuraciones que los relacionan con las creaciones de otros autores. En el caso de Harry, por ejemplo, Colbert comentó las múltiples similitudes que este guarda con otros héroes literarios gracias al monomio que describió Joseph Campbell. Otros investigadores han señalado similitudes más específicas con héroes como el rey Arturo, ya que al igual que este, Harry es un «príncipe desposeído» que desconoce su linaje. En cuanto a su condición de huérfano, se han señalado múltiples fuentes; Philip Nel afirmó que Harry tiene muchas semejanzas con el protagonista de Oliver Twist pero aún más con James Trotter, el personaje central de James and the Giant Peach, ya que ambos habían sido criados por tíos que los forzaban a vivir en pequeños lugares.
En otros personajes de la novela también se ven rasgos intertextuales: Voldemort representaría en la obra de Rowling lo que la figura de Satán representa en el Paraíso perdido de John Milton, un ser que se ha decantado por el lado oscuro debido a sus ansias de poder; Dumbledore encarnaría la figura del sabio al igual que el mago Gandalf de Tolkien; y ciertas concepciones teológicas de Milton; los Dursley se parecen en cuanto a su función represiva, posición periférica e ideología a los Wormwood que mortifican a la protagonista de Matilda, también de Dahl.

## Impacto cultural

### Premios y distinciones
Tras la publicación y la recepción de la crítica especializada, la novela consiguió diversos premios literarios en el mundo angloparlante; entre los galardones recibidos en territorio británico destaca el National Book Award, que le fue concedido en 1997. Ese mismo año, el Youth Libraries Group galardonó a J. K. Rowling con la medalla de oro del premio Nestlé Smarties Book Prize, que eligió La piedra filosofal como la mejor novela para la franja de lectores que va de los 9 a los 11 años, superando a novelas de Philip Pullman y Henrieta Branford. Para Julia Eccleshare, este último premio asentó la popularidad del libro, según afirma, ya que además de haber sido preseleccionado por un jurado compuesto por críticos, ilustradores y escritores, el resultado final dependió de la votación de los niños, un fuerte indicador de la aceptación del libro. También consiguió —ya en 1998— la mayoría de los premios literarios en los que los niños oficiaban como jurado: el Children’s Book Award, el Young Telegraph Paperback of the Year Award, el Birmingham Cable Children’s Book Award y el Sheffield’s Children Book Award. Además, La piedra filosofal consiguió ser preseleccionada para la Carnegie Medal y el Guardian’s Children Book Prize, ambos premios elegidos por adultos. Otros galardones le fueron otorgados por su desempeño comercial en la industria del libro; concretamente el British Book Award en la categoría Libro infantil del año y el premio al Autor del año entregado por la Bookseller’s Association.
En Estados Unidos, la novela fue seleccionada para los ALA Notable Book y para la categoría Mejor libro del año de los premios entregados por Publisher's Weekly, ambos en 1998. La piedra filosofal no consiguió ninguna de estas dos distinciones, pero la revista Parenting Magazine y la Biblioteca Pública de Nueva York le otorgaron el premio a Mejor libro del año en 1998. Otros premios obtenidos fueron el de Mejor libro del año del School Library Journal y el que otorga la American Library Association en la categoría Libro destacado y Mejor libro para jóvenes adultos.

### Impacto en diversas disciplinas
El libro ha sido analizado desde áreas como la educación, la psicología y el marketing.

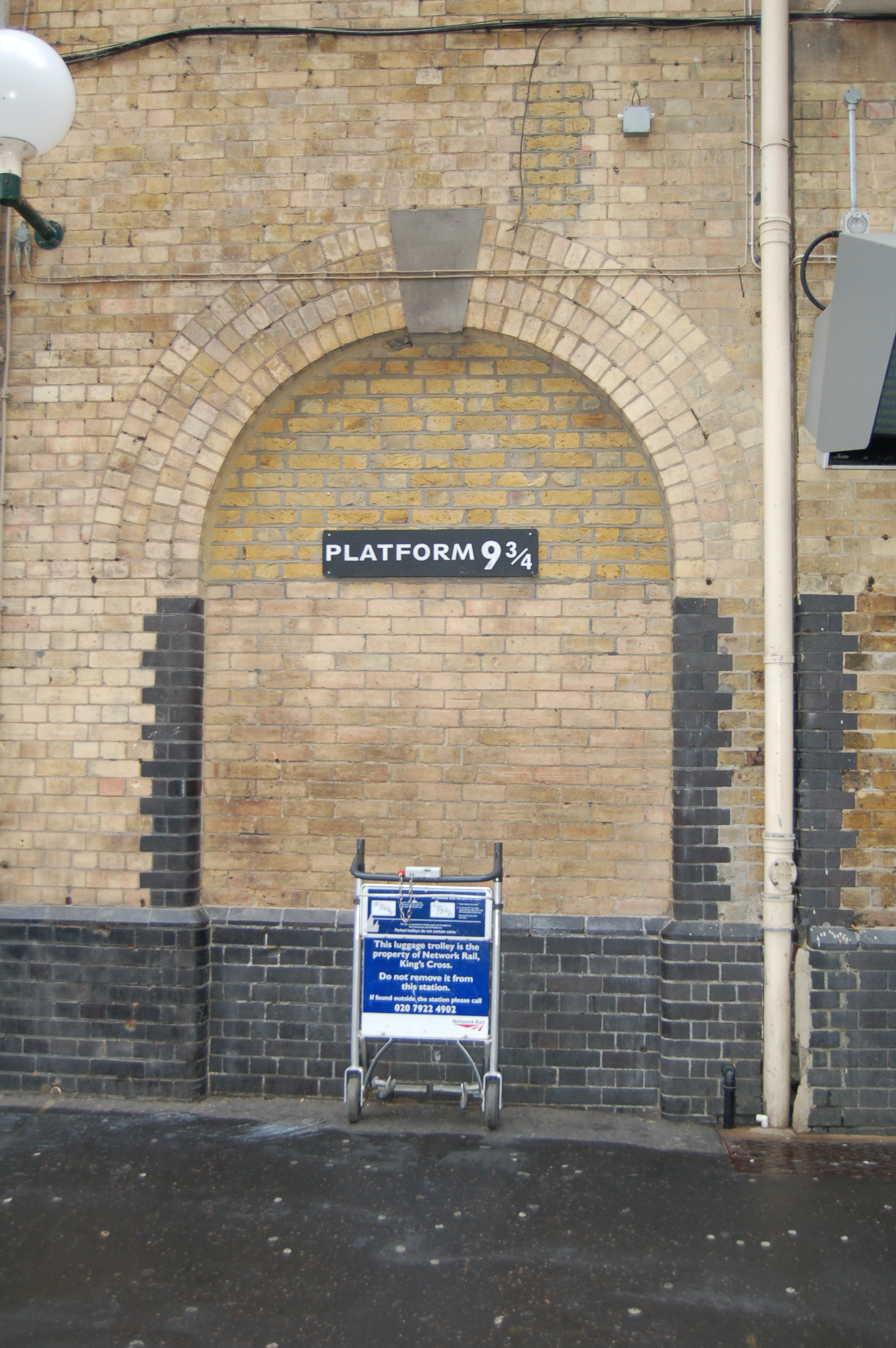
Recreación del Andén 9¾, de donde parte en la popular ficción de la serie Harry Potter el expreso desde Londres a Hogwarts, montada entre los andenes 9 y 10 de la estación de King's Cross. Se representa un carrito atravesado en la pared, como ocurre en el libro.

Ya en 1986, especialistas en el área de la educación habían descubierto que la alfabetización de los niños estaba directamente relacionada con el número de palabras que se lee por año, lo que mejoraba su lectocomprensión, incluso en los casos de aprendizaje de una segunda lengua; se señaló también que los niños leían mucho más si encontraban material que les gustase. Nancy Flanagan Knapp sostuvo que la novela poseía todas las características de un libro que incitaba a la lectura. Además, una encuesta realizada por The New York Times en 2001 estimó que casi el 60 % de los niños de Estados Unidos de edades comprendidas entre los 6 y los 17 años habían leído al menos un libro de Harry Potter; de este grupo, al menos un 50 % había leído La piedra filosofal. Las encuestas realizadas en otros países, como Sudáfrica y la India, desvelaron que los niños de naciones muy diversas se entusiasmaban con la serie. Dado que los dos primeros volúmenes de la serie son bastante largos, Knapp calculó que un niño que hubiese leído los cuatro primeros había leído más de cuatro veces el número de páginas de textos escolares leídos en un año. Esto mejoraría las habilidades de los niños y su motivación para leer.
Con respecto a la enseñanza en el campo de la psicología educativa, Jennifer Conn contrastó la experiencia en su área de enseñanza que demostraba el personaje Severus Snape con su método de intimidación a los estudiantes; por otro lado, la entrenadora de quidditch, Madame Hooch, ilustra técnicas útiles en la enseñanza de habilidades físicas, como dividir acciones complejas en secuencias simples para ayudar a los estudiantes a evitar errores comunes. Joyce Campos remarcó que los libros ilustran cuatro de los cinco temas principales de la sociología: «Conceptos sociológicos como la cultura, la sociedad y la socialización, la estratificación y la desigualdad social, las instituciones sociales, y la teoría social».
En el sitio web oficial de CNN se publicó un artículo en el que se resaltaba a Harry Potter como currículo en muchas instituciones universitarias. Danielle Tumminio, graduado de Yale, enseña en una cátedra llamada Teología Cristiana y Harry Potter, donde los estudiantes examinan temas relacionados con el cristianismo tales como el pecado, el mal y la resurrección presentes en la serie.
El espejo de Oesed, que muestra al espectador lo que más desea, se ha utilizado como una metáfora de la forma en que la publicidad farmacéutica explota el entusiasmo de los médicos para salvar vidas y erradicar el sufrimiento. Stephen Brown señaló que los primeros libros de Harry Potter, especialmente La piedra filosofal, fueron un gran éxito pese a la insuficiente y mal organizada campaña promocional, y aconsejó a los ejecutivos de marketing que se preocupasen menos por rigurosos análisis estadísticos y el «análisis, la planificación, la ejecución y el control» del modelo de gestión. En su lugar, recomendó que se considerase los relatos de Harry Potter como «una clase magistral de marketing» llena de atractivos productos. Como resultado de esto, el fabricante de juguetes Hasbro presentó bajo licencia en 2001 una versión real de cada Bertie Bott's Every Flavour Beans, unos dulces ficticios de la serie.

### Explicaciones sobre el éxito deHarry Potter
Ante el éxito sin precedentes de la novela surgieron diferentes explicaciones que intentaron aclarar el por qué de dicho fenómeno. La variedad de explicaciones es muy amplia, ya que algunas de las mismas recurren al contexto socioeconómico y cultural, otras prestan atención a las operaciones de mercadotecnia que acompañaron a la publicación de las novelas y un tercer grupo busca justificaciones en el tipo de materiales de la tradición literaria con que Rowling trabaja así como otros rasgos intrínsecos de la obra.
Zack Snipes opina que el éxito de la novela se debió a una fuerte campaña de marketing. Andrew Blake sostuvo en La irresistible ascensión de Harry Potter que el éxito de la serie de libros no podía explicarse simplemente recurriendo a una campaña de marketing como exégesis del fenómeno. «Eso no explica cómo un libro para niños que fue publicado inicialmente en una tirada de 500 ejemplares […] se gana la atención del mundo entero en primer lugar, ni por qué ese libro, y la serie subsiguiente resultan tan atractivos para los adultos». El éxito de las novelas estaría antes relacionado con la forma en que Rowling impactó con su novela en un contexto político y cultural específico. En cuanto al primero, Inglaterra estaba atravesando un momento crucial cuando la novela apareció: el país estaba redefiniendo su postura ante la globalización y se estaba produciendo un cambio en el paradigma cultural británico; en cuanto a lo segundo, Harry Potter llegó en medio de un panorama literario dominado por la corrección política.
Otras posturas más inmanentistas analizaron qué características del texto provocaban la fascinación del público. Algunos como Anne Hiebert Alton determinaron que la fusión de diferentes géneros y temáticas constituía un todo atractivo para el lectorado; Peter Appelbaum, por otra parte, afirmó que el interés que la novela despierta tiene que ver con la presentación de la magia como tecnología de consumo. Para el especialista cristiano Daniel Mitchell, la supuesta atracción por la brujería que generarían los libros tampoco alcanza para explicar el éxito; antes, opina, esto último podría explicarse por las características del texto, como el protagonista que encarna el arquetipo de huérfano desvalido que genera empatía con el lector. Para Gwen Tarbox tampoco alcanza para explicar la popularidad de los libros entendiendo a la confrontación épica entre Harry y Voldemort que estos presentan; para ella el atractivo de la serie radica en la constante lucha del protagonista para apartarse de la inocencia y del desconocimiento.

## Traducciones
Se calcula que para febrero de 2018, la saga de libros había logrado vender más de 500 millones de ejemplares y que el primer libro se había traducido en más de 80 idiomas diferentes.
Además de los idiomas hablados en la actualidad, la editorial Bloomsbury ha publicado traducciones al latín clásico (bajo el nombre Harrius Potter et Philosophi Lapis) y al griego antiguo con el fin de incentivar el estudio de las lenguas clásicas; cabe destacar que esta traducción representa el texto más extenso publicado en griego antiguo y el primer clásico de la literatura infantil traducido a dicho idioma. La traducción al griego estuvo a cargo del erudito Andrew Wilson y su traducción ha sido descrita como «una de las más importantes piezas de prosa en griego antiguo que se haya escrito en muchos siglos». La traducción al latín, por otra parte, estuvo a cargo de Peter Needham; el traductor renombró al protagonista de la saga basándose en el nombre «Arrius» que aparece en un poema de Gayo Valerio Catulo.
Las primeras ediciones en español estuvieron a cargo de la editorial Emecé, aunque luego este libro y el resto de la serie fueron reeditados por Editorial Salamandra; la traductora Alicia Dellepiane Rawson se encargó de traducir Harry Potter y la piedra filosofal, siendo ésta su única participación en la publicación hispanohablante de la serie. Algunas investigaciones han analizado ciertos aspectos de la traducción del libro que muestran deficiencias y representan dificultades para la interpretación del libro. En su mayoría, se han estudiado aspectos relacionados con los nombres propios y su carga semántica que, al no haber sido reemplazados por palabras equivalentes en español, producirían una pérdida en el valor interpretativo de los textos.

## Adaptaciones

### Película

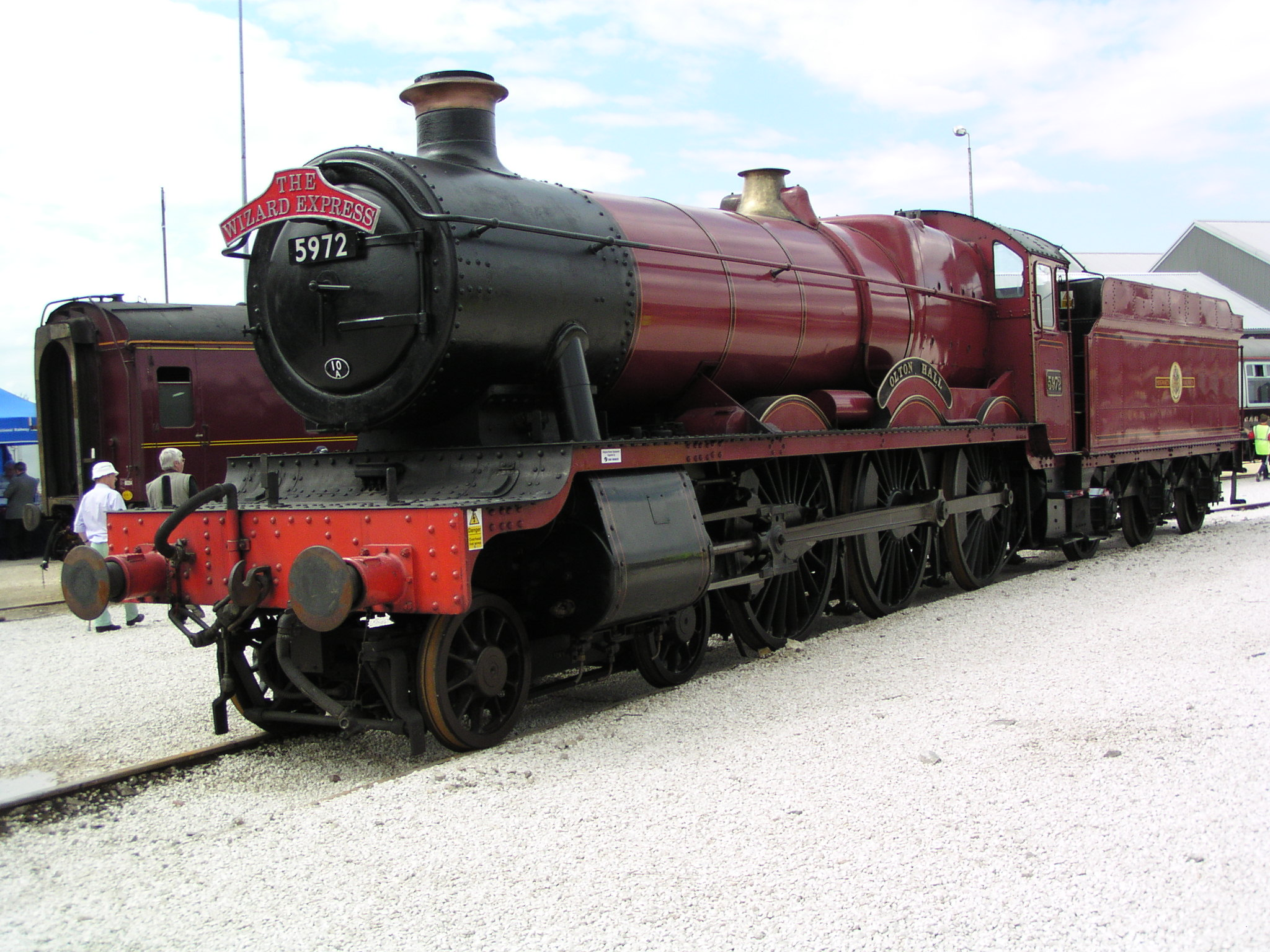
Locomotora del Expreso de Hogwarts utilizada en la película.

En 1999, Rowling vendió los derechos cinematográficos de los cuatro primeros libros de Harry Potter a Warner Bros. por 1 millón de libras ($1.982.900 o 1.127.861 euros). La autora exigió que el elenco principal fuera de nacionalidad británica, pero se permitió la participación de algunos actores irlandeses como Richard Harris que interpretó a Albus Dumbledore. Los roles principales del reparto recayeron en Daniel Radcliffe, Rupert Grint y Emma Watson, interpretando a Harry, Ron y Hermione respectivamente. Richard Harris, Robbie Coltrane, Alan Rickman, Maggie Smith y Tom Felton interpretaron los papeles de Dumbledore, Hagrid, Snape, McGonagall y Draco Malfoy.
En las primeras etapas del proyecto se convocó a Steven Spielberg para que se encargara de la dirección, pero este rechazó la oferta y finalmente se seleccionó al director Chris Columbus; la producción estuvo a cargo de David Heyman y el guion fue escrito por el estadounidense Steve Kloves. La filmación comenzó en octubre del año 2000 en los estudios Leavesden y culminó en julio de año siguiente. El estreno en los cines se produjo mundialmente el 4 de noviembre de 2001, consiguiendo tal éxito el primer día que recaudó $33,3 millones en los Estados Unidos, rompiendo así récords de taquilla. La recaudación total de la cinta fue de $974.733.550 a nivel mundial, por lo que se convirtió en la segunda película con más recaudaciones en la historia, puesto que perdió años después aunque permanece entre las 10 películas de mayor recaudación hasta 2010; no obstante, sigue teniendo el segundo puesto de todas las películas de la serie ya que la última parte, el octavo film, Harry Potter y las reliquias de la Muerte: parte 2, estrenada en julio de 2011, recaudó más de 1300 millones de dólares a nivel mundial, ubicándose en el tercer puesto de las películas más taquilleras de la historia del cine, detrás de Avatar y Titanic de James Cameron. Además, la cinta recibió tres nominaciones al Óscar en las categorías de mejor banda sonora, mejor diseño de vestuario y mejor diseño de producción.

### Videojuegos
Basados libremente en la novela homónima, los videojuegos se lanzaron entre 2001 y 2003, generalmente bajo el título estadounidense de Harry Potter and the Sorcerer’s Stone. La mayoría de los mismos fueron distribuidos por la compañía Electronic Arts aunque fueron producidos por diferentes empresas.
Electronic Arts distribuyó y lanzó al mercado el juego para las plataformas PC (con el sistema operativo Microsoft Windows), Game Boy Color, Game Boy Advance, y para PlayStation en 2001. En el 2002, Aspyr Media lo lanzó para la Mac OS 9. Para el año 2003, el videojuego fue lanzado (nuevamente por EA) para las consolas de Gamecube, PlayStation 2, y Xbox.

### Audiolibro
El libro, como todas las novelas de la serie, también fue publicado en el formato audiolibro en su idioma original. Esto ocurrió hacia el año 2002 y contó con la voz del actor Stephen Fry para la versión distribuida en Gran Bretaña, mientras que en la versión de los Estados Unidos la narración estuvo a cargo de Jim Dale.
En 2003, Editorial Salamandra publicó una versión en español de la novela, y la misma contó con una duración total de ocho horas. La versión para España contó con la voz de Eduard Farelo, mientras que las versiones distribuidas en México y Argentina contaron con los trabajos de los actores Christopher Smith y Gustavo Di Sarro, respectivamente. Esta fue la única entrega de la saga que se editó en español. El audiolibro está compuesto por un total de ocho discos y, por expresa indicación de J. K. Rowling, no contiene ni música ni efectos especiales.